# Paradriopea fruhstorferi
Paradriopea fruhstorferi är en skalbaggsart som beskrevs av Stefan von Breuning 1965. Paradriopea fruhstorferi ingår i släktet Paradriopea och familjen långhorningar. Inga underarter finns listade i Catalogue of Life.